# Liste der Kulturgüter in Begnins
Die Liste der Kulturgüter in Begnins enthält alle Objekte in der Gemeinde Begnins im Kanton Waadt, die gemäss der Haager Konvention zum Schutz von Kulturgut bei bewaffneten Konflikten, dem Bundesgesetz vom 20. Juni 2014 über den Schutz der Kulturgüter bei bewaffneten Konflikten sowie der Verordnung vom 29. Oktober 2014 über den Schutz der Kulturgüter bei bewaffneten Konflikten unter Schutz stehen.
Objekte der Kategorie A sind im Gemeindegebiet nicht ausgewiesen, Objekte der Kategorie B sind vollständig in der Liste enthalten, Objekte der Kategorie C fehlen zurzeit (Stand: 1. Januar 2023).

## Kulturgüter
| Foto |                                                                                  | Objekt | Kat. | Typ | Standort                             | Beschreibung |
| ---- | -------------------------------------------------------------------------------- | --- | ---- | --- | ------------------------------------ | ------------ |
| ja   | Datei hochladen · Wikidata zu Schloss Martheray (Q29890512)                      | Schloss Martheray / Château du Martheray KGS-Nr.: 05934                                                                       | B    | G   | Rue de l’Église 2 508699 / 143911    |              |
| BW   | Datei hochladen · Wikidata zu Herrenhaus Rochefort mit Nebengebäuden (Q29890516) | Herrenhaus Rochefort mit Nebengebäude und zwei Brunnen / Manoir de Rochefort avec dépendance et deux fontaines KGS-Nr.: 05935 | B    | G   | Rue de l’Église 6, 8 508819 / 143870 |              |
| ja   | Datei hochladen · Wikidata zu Eglise réformée de Begnins (Q29890514)             | Reformierte Kirche Notre-Dame / Église réformée Notre-Dame KGS-Nr.: 05936                                                     | B    | G   | Rue de l’Église 4 508762 / 143966    |              |